# Мотанець
Мотанець (пол. Motaniec) — село в Польщі, у гміні Кобилянка Старгардського повіту Західнопоморського воєводства.
Населення — 187 осіб (2011).
У 1975-1998 роках село належало до Щецинського воєводства.

## Демографія
Демографічна структура станом на 31 березня 2011 року:
|          | Загалом | Допрацездатний вік | Працездатний вік | Постпрацездатний вік |
| -------- | ------- | ------------------ | ---------------- | -------------------- |
| Чоловіки | 89      | 16                 | 69               | 4                    |
| Жінки    | 98      | 26                 | 59               | 13                   |
| Разом    | 187     | 42                 | 128              | 17                   |